# 당개지치

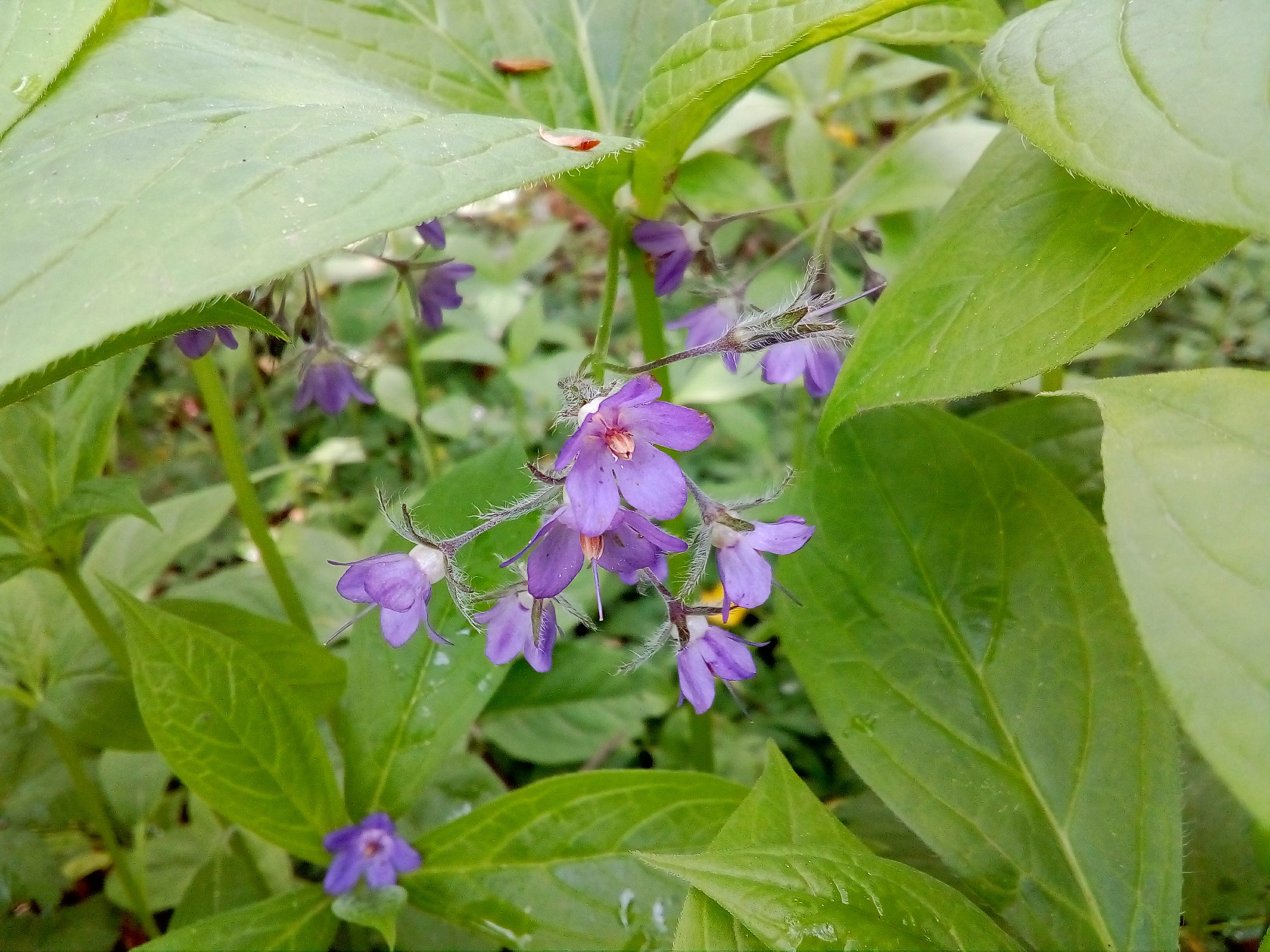

당개지치는 지치과이며 학명은 Brachybotrys paridiformis이며, 한국 전북 이북 산지의 숲속에서 자라는 여러해살이풀이고 높이는 40cm정도이다.

## 특징

### 줄기
곧게 선다.

### 잎
어긋나게 달리고 줄기 위쪽에서 5~6개가 촘촘히 달려 돌려난 것처럼 보인다. 긴 타원형이고 양끝이 뽀족하며 가장자리는 밋밋하고 뒷면에 털이 빽빽이 난다.

### 꽃
4~6월에 줄기 위쪽의 잎겨드랑이에서 나온 기다란 꽃대 끝에 청자색 계열의 꽃이 총상꽃차례를 이루어 아래를 향해 핀다. 지름은 1cm정도이며 화관은 5개로 갈라지고 수술은 5개이며 암술대는 1개이고 길다. 꽃받침은 끝이 5개로 깊게 갈라지며 기다란 흰색 털이 있다.

### 열매
소견과이며 꽃받침에 싸여 있다. 씨는 삼각상의 난형이다.

## 이름
중국의 개지치라는 뜻의 이름이다. 이명은 당꽃마리이다.